# كافين لوبو
كافين لوبو (4 أبريل 1988 بغوا في الهند - ) هو لاعب كرة قدم هندي في مركز الهجوم. شارك مع منتخب الهند لكرة القدم. أما مع النوادي، فقد لعب مع مومباي سيتي ونادي إيست بنغال ونادي ديمبو ونادي مومباي لكرة القدم وأتلتيكو كلكتا ونادي كيرلا بلاستيرز.

## روابط خارجية
- كافين لوبو على موقع قاعدة بيانات كرة القدم.إي يو (الإنجليزية)
- كافين لوبو على موقع Soccerway.com (الإنجليزية)